# Force aérienne surinamienne
La Force aérienne surinamienne (néerlandais : Surinaamse Luchtmacht) est la composante aérienne des Forces armées surinamiennes.

## Histoire
À l’indépendance en 1975, l’armée du Suriname est devenue les forces armées surinamaises (Surinaamse Krijgsmacht). Après un coup d’État le 25 février 1980, les forces armées sont devenues l’Armée nationale (Nationaal Leger). En 1982, l’armée de l’air du Suriname a été formée en tant que division de l’armée nationale du Suriname. Son premier commandant était le lieutenant Eddie Alenso Savalie Djoe, qui a occupé le poste de 1983 à 1989. En 1982, l’armée de l’air a acheté son premier avion, l’hélicoptère Hughes 500 - modèle 369D, pour des missions de patrouille, mais il s’est rapidement écrasé en mars de la même année, tuant les cinq membres d’équipage à bord de l’avion à l’époque (le major Henk Fernandes, le sous-lieutenant Norman de Miranda, le soldat Tjon a Kon et le soldat Kowid et le pilote américain Foster Ford).  mois plus tard, l’armée de l’air du Suriname a acquis quatre Norman BN-2B Defenders. En 1986, l’activité de guérilla antigouvernementale du Jungle Commando a incité le gouvernement à acquérir deux hélicoptères Aérospatiale SA.316B Alouette III de l’armée de l’air portugaise, dont l’un s’est écrasé plus tard. Plus tard cette année-là, trois avions Pilatus PC-7 ont été commandés pour des missions de contre-insurrection, bien que seuls deux des trois aient été livrés, dont un a été rendu à Pilatus.
En 1987, l’armée de l’air du Suriname a acquis un Bell 205 du Venezuela pour l’utiliser comme hélicoptère de combat. Il s’est écrasé en juillet de la même année en raison d’une défaillance mécanique, tuant le pilote américain Billy Pearson et blessant grièvement le mécanicien américain et les quatre membres d’équipage surinamais de l’avion, il a ensuite été réparé et remis en service, pour finalement être vendu à l’armée de l’air américaine en 1991. À la fin des années 1980, un Cessna 172 Skyhawk et un Cessna 206 ont été acquis, et en 1993, un Cessna T303 Crusader a également été acquis. En 1999, deux avions à turbopropulseurs CASA C-212 Aviocar ont été livrés, l’un des deux étant équipé d’un radar de surveillance Bendix RDR-1500 pour la patrouille maritime. En 2012, en raison de l’augmentation des coûts de maintenance, les deux avions ont été vendus à Fayard Enterprises aux États-Unis. En 2014, l’ensemble de l’inventaire restant de six avions des SAF a été mis en vente. 
En 2009, l’armée de l’air du Suriname a commandé trois hélicoptères monomoteurs HAL Chetak à Hindustan Aeronautics Limited pour environ 13,4 millions de dollars américains, grâce à une ligne de crédit de l’Inde.  mécaniciens et des pilotes de l’armée de l’air du Suriname ont été formés en Inde pour utiliser les nouveaux hélicoptères en 2012 et 2014, respectivement.  janvier 2015, les trois hélicoptères ont été livrés à l’armée de l’air du Suriname, qui les a affectés aux villes de Paramaribo, Nickerie et Albina.  En mars de la même année, le ministre de la Défense du Suriname a annoncé qu’un de Havilland Canada DHC-6 Twin Otter serait bientôt livré à l’armée de l’air du Suriname, avec des pilotes qui seraient déjà en formation pour l’utiliser. Cela ne s’est jamais matérialisé.

## Aéronefs
Les appareils en service en 2024 sont les suivants :
| Aéronefs    | Origine     | Type                     | En service  | Versions    |
| Hélicoptère | Hélicoptère | Hélicoptère              | Hélicoptère | Hélicoptère |
| ----------- | ----------- | ------------------------ | ----------- | ----------- |
| HAL Dhruv   | Inde        | Hélicoptère de transport | 3           |             |